# The Human Beinz

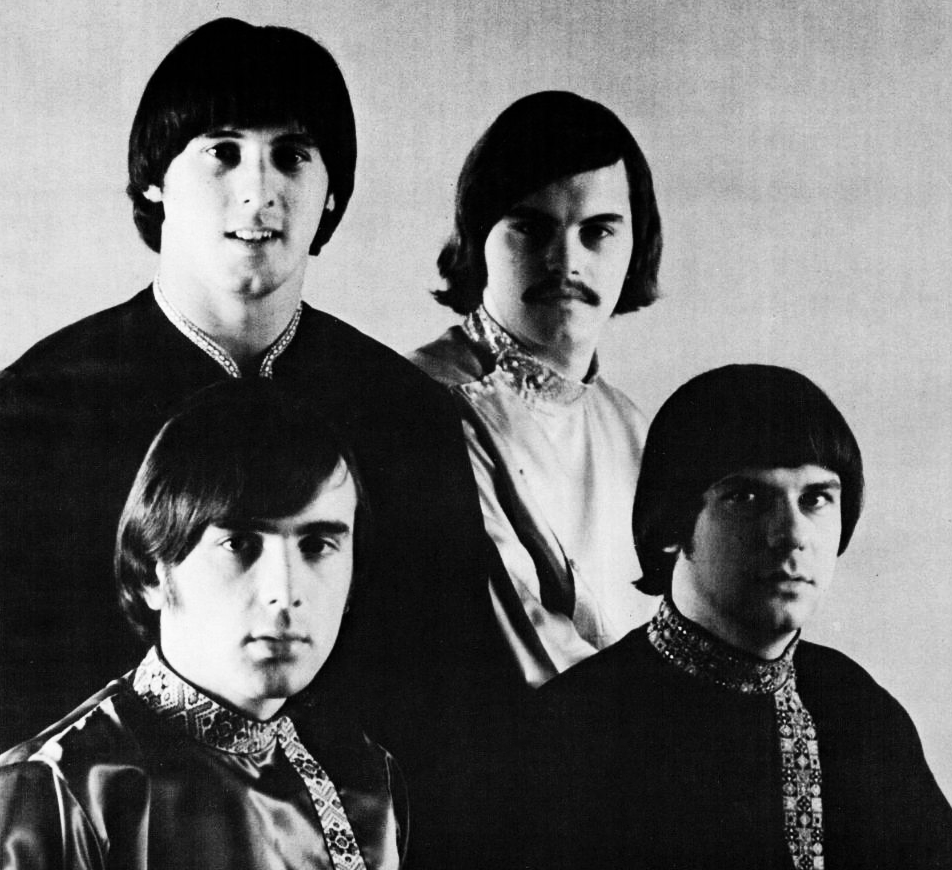
Photographie promotionnelle du groupe publiée dans Billboard en mars 1968.

The Human Beinz est un groupe américain de rock originaire de Youngstown (Ohio). D'abord nommé The Human Beingz, le groupe était composé de John Dick Belly (chant, guitare), Joe Ting Markulin (chant, guitare), Mel Pachuta (chant, basse) et Gary Coates (batterie, plus tard remplacé par Mike Tatman.)
Leur unique succès, une reprise de Nobody but Me (en) des Isley Brothers, a atteint la huitième place au Billboard Hot 100 en février 1968.
Le groupe s'est séparé en mars 1969, après une tournée au Japon.

## Crédit d'auteurs
- (en) Cet article est partiellement ou en totalité issu de l’article de Wikipédia en anglais intitulé « The Human Beinz » (voir la liste des auteurs).